# گرامپولا
گرامپولا (به لاتین: Gampola) یک منطقهٔ مسکونی در سری‌لانکا است که در استان مرکزی (سری‌لانکا) واقع شده‌است.

## نگارخانه

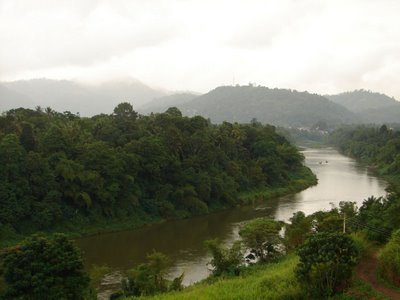
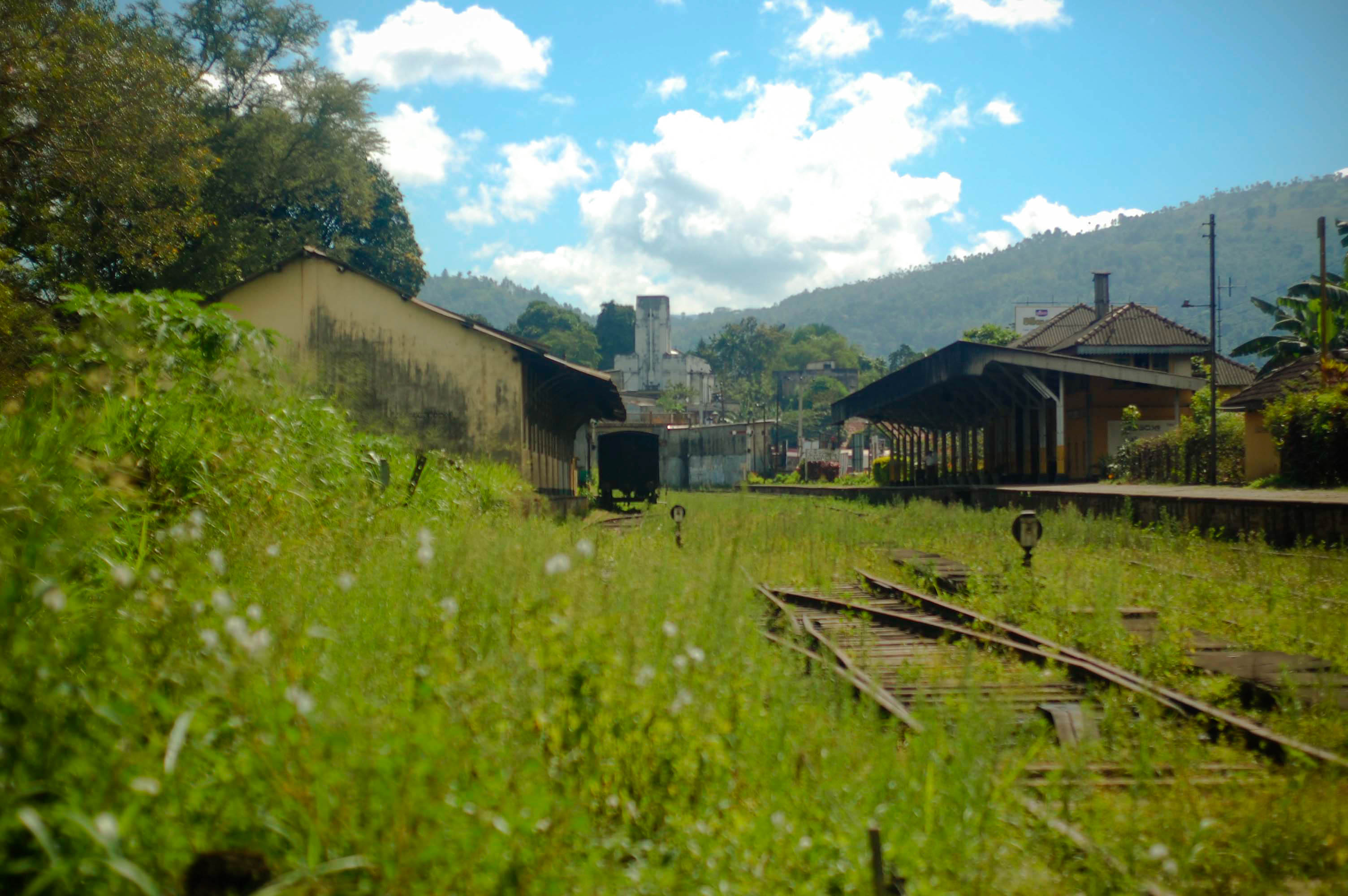
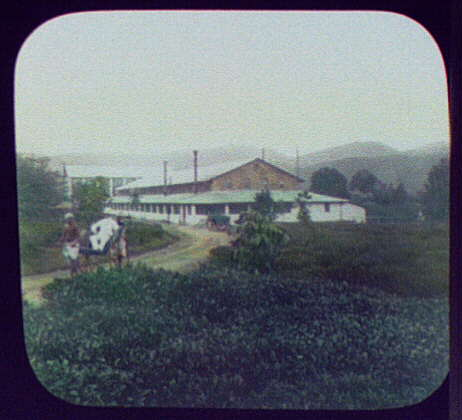

## خصوصیات
گرامپولا ۲۷٬۶۶۰ نفر جمعیت دارد.